# ترشنگویتسا (آرییه)
ترشنگویتسا (به صربی: Trešnjevica) یک منطقهٔ مسکونی در صربستان است که در آرییه واقع شده‌است. ترشنگویتسا ۲۵٫۳۳ کیلومتر مربع مساحت و ۸۲۶ نفر جمعیت دارد و ۶۹۵ متر بالاتر از سطح دریا واقع شده‌است.